# Le Buat (Mancha)
Le Buat era una comuna francesa situada en el departamento de Mancha, de la región de Normandía, que en 1969 pasó a formar parte de la comuna de Isigny-le-Buat, por fusión simple.

## Demografía
| Gráfica de evolución demográfica de Le Buat entre 1800 y 1968 |
|                                                               |

Los datos demográficos contemplados en este gráfico de la comuna de Le Buat, se han cogido de 1800 a 1968 de la página francesa EHESS/Cassini.